# 王克 (1963年)
王克（1963年11月—），女，北京人，中华人民共和国外交官，曾任中华人民共和国驻巴巴多斯特命全权大使和中华人民共和国驻坦桑尼亚联合共和国特命全权大使。

## 生平
1986年，毕业于外交学院外交专业，进入中华人民共和国外交部工作，先后在外交部非洲司、驻多伦多总领事馆任职。2003年，任驻南非大使馆参赞。2006年，任外交部非洲司参赞。2011年，任外交部非洲司副司长。2013年12月，出任中华人民共和国驻巴巴多斯大使。2017年10月，出任中华人民共和国驻坦桑尼亚大使兼驻东非共同体大使。2021年6月，自驻坦桑尼亚大使离任。

## 家庭
已婚，有一子。